# Cá thu vua sọc rộng
Cá thu vua sọc rộng (danh pháp hai phần: Scomberomorus semifasciatus) là một loài cá trong họ Cá thu ngừ. Cá thu vua sọc rộng được tìm thấy ở vùng biển nhiệt đới Tây Thái Bình Dương, dọc theo bờ biển phía bắc của Australia và bờ biển phía nam của Papua New Guinea, từ Shark Bay, Tây Úc tới miền bắc New South Wales, trong vùng nước mặt xuống đến 100 m. Mẫu vật đã được ghi nhận có chiều dài lên đến 120 cm và nặng đến 10 kg. Chúng là những động vật ăn thịt sống gần biển, ăn các loài cá nhỏ như cá mòi và cá trích.